# Adolphe Graedel
Adolphe Graedel (* 26. September 1902 in Sonvilier; † 14. November 1980 in Schaffhausen; heimatberechtigt in Huttwil) war ein Schweizer Gewerkschafter und Politiker (SP).

## Leben
Graedel macht eine Lehre als Etuimacher in Saint-Imier und absolvierte die Arbeiteruniversität in Brüssel. In den 1930er-Jahren war er in La Chaux-de-Fonds als Gewerkschafter und Sozialdemokrat aktiv. Von 1934 bis 1943 war er Präsident der Arbeiterunion und von 1938 bis 1943 Redaktor der sozialdemokratischen Tageszeitung La Sentinelle. Er engagierte sich ab 1943 im Smuv und wurde 1945 zu dessen Generalsekretär und 1955 zu dessen Vizepräsident gewählt. Im Jahr 1953 nahm er Einsitz im Bankrat der Schweizerischen Nationalbank und von 1956 bis 1974 nahm er Einsitz im IKRK. Von 1954 an fungierte er im Teilamt als Generalsekretär des Internationalen Metallarbeiterverbandes; 1961 bis 1970 widmete er sich dieser Funktion vollzeitlich.
Von 1940 bis 1943 war Graedel Mitglied des Neuenburger und von 1946 bis 1952 des Berner Grossen Rats. Bei den Schweizer Parlamentswahlen 1951 wurde er in den Nationalrat gewählt, dem er bis 1963 angehörte.